# حقيبة الطيران

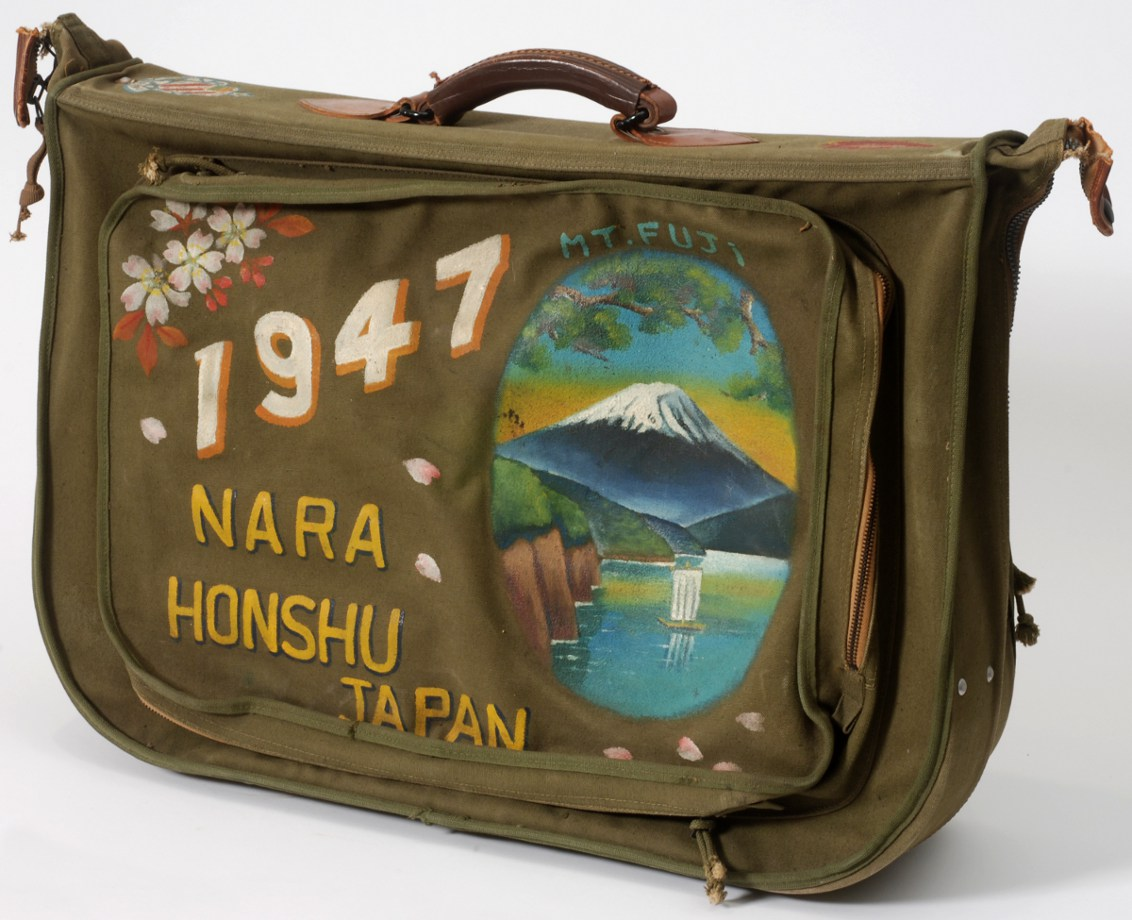
حقيبة طيران B-4 مطلية

يمكن أن تشير حقيبة الطيران أو حقيبة أدوات الطيار (flight bag) إلى أي أمتعة يتم أخذها على متن الرحلة، ولكنها تشير عادةً إلى نوع معين من حقيبة المستندات التي يحملها الطيارون وطاقم الرحلة. غالبًا ما تُزين حقيبة الطيران بشعار شركة طيران، في وقت ما كانت حقيبة الطيران إكسسوارًا أنيقًا للأزياء.
تشمل العناصر الموجودة بشكل شائع في حقائب طيران الطيارين كتيبات تشغيل للطائرة التي يتم الطيران عليها، وأدلة العمليات لطاقم الرحلة، وخرائط الطيران والملاحة (عادةً ما تكون مجلدات مخططات جيبسين أو "جيبس"، ودليل الطريق، وقوائم مراجعة الرحلة، ودفاتر السجلات، ومعلومات الطقس) ووثائق وتراخيص الطيار (مثل جواز السفر ورخصة الطيار ورخصة اللغة الإنكليزية للطيران والشهادة الطبية الخاصة بالفئة) والمعدات أو الملحقات (مثل الآلة الحاسبة والأقلام والنظارات الشمسية وسماعات الرأس اللاسلكية أو المناظير).
شهدت التطورات الحديثة في التكنولوجيا والتصغير تطوير ونشر حقائب طيران إلكترونية (EFB)، والتي تحتوي على أدلة ووثائق إلكترونية، فضلاً عن أدوات آلية للحساب والملاحة. وفقًا لشركة يونايتد إيرلاينز، تحتوي حقيبة الطيران التقليدية الورقية على ما معدله 12000 ورقة لكل طيار. قدرت شركة الطيران أن نشر نظام حقائب طيران إلكترونية (EFB) الذي يعمل على أجهزة ابل آي باد من شأنه أن يوفر لشركة الطيران ما يقرب من 16 مليون ورقة من الورق سنويًا، فضلاً عن توفير 326,000 غالون أمريكي (1,230,000 ل) من وقود الطائرات بسبب انخفاض الوزن على متن الطائرة.